# Cristiane
Cristiane Rozeira de Souza Silva, née le 15 mai 1985 à Osasco, mieux connue sous le nom de Cristiane, est une footballeuse brésilienne qui joue actuellement pour São Paulo FC. Elle fait partie de l'équipe du Brésil qui a remporté la médaille d'argent aux Jeux olympiques de 2004, de 2008 et à la Coupe du monde 2007. Elle forme, avec Marta, l'un des meilleurs duos de l'histoire du football féminin. Plus de la moitié des 161 buts de Marta et de Cristiane sont issus d'une passe décisive de l'une d'entre elles.

## Carrière

### Carrière en club
Cristiane fait ses débuts en club pour São Bernardo puis au Clube Atlético Juventus avant de suivre sa compatriote Marta en Europe. En février 2005 elle rejoint le 1. FFC Turbine Potsdam en Bundesliga féminine et remporte le championnat dans la foulée. En juillet 2006, elle signe en faveur de Wolfsbourg. 
En décembre 2007, elle termine troisième du palmarès de la Meilleure joueuse de la FIFA.
Après trois ans en Allemagne, elle rejoint les Red Stars de Chicago en 2009 dans le nouveau championnat professionnel américain Women's Professional Soccer. Elle y joue deux saisons. En novembre 2010, elle retourne jouer au Brésil pour le Santos FC (féminines). Elle aide le club à remporter la Copa Libertadores et la Coupe du Brésil de football féminin.
Le 19 juillet 2015, elle signe un contrat d'un an avec le Paris SG.
En 2017, elle rejoint le championnat de Chine.

### Carrière en sélection nationale
Cristiane fait ses débuts pour l'équipe nationale brésilienne des moins de 19 ans à l'âge de 15 ans seulement et fait partie de l'équipe qui termine quatrième de la Coupe du monde des moins de 19 ans à deux reprises en 2002 et en 2004. En 2003, elle rejoint l'équipe senior lors de la Coupe du monde féminine qui a lieu aux États-Unis.
Elle participe à la Coupe du monde de football féminin 2011 en Allemagne. Après une 2e place en 2007, tout ce qui manque aux Canarinhas, c'est le trophée du championnat du monde. Dans la route pour la qualification au mondial en Allemagne, Cristiane marque sept buts en sept matchs. Le duo d'attaquantes qu'elle forme avec Marta a disséqué les défenses qui se sont dressées devant le Brésil.
Lors de la Coupe du monde 2015 organisée au Canada, Cristiane et ses coéquipières sont éliminées par l'Australie en huitièmes après un mondial décevant.
Elle rentre dans l'histoire lors de la Coupe du monde 2019, en marquant 3 buts face à la Jamaïque. Elle devient la joueuse (joueurs compris) la plus âgée à avoir marqué trois buts lors d'un match de cette compétition, et ainsi, dépasse le record de Cristiano Ronaldo.

## Statistiques et palmarès

### En club
| Saison                | Club                   | Championnat           | Championnat | Championnat | Coupe(s) nationale(s) | Coupe(s) nationale(s) | Compétition(s) continentale(s) | Compétition(s) continentale(s) | Compétition(s) continentale(s) | Total | Total |
| Saison                | Club                   | Division              | M.          | B.          | M.                    | B.                    | Comp.                          | M.                             | B.                             | M.    | B.    |
| 2005                  | 1. FFC Turbine Potsdam | Frauen Bundesliga     | 13          | 9           | 1+                    | 0+                    | C1                             | 4                              | 0                              | 18    | 9     |
| 2005-2006             | 1. FFC Turbine Potsdam | Frauen Bundesliga     | 17          | 8           | 3                     | 2                     | C1                             | 8                              | 4                              | 28    | 14    |
| Sous-total            | Sous-total             | Sous-total            | 30          | 17          | 4                     | 2                     | -                              | 12                             | 4                              | 46    | 23    |
| 2006-2007             | VfL Wolfsbourg         | Frauen Bundesliga     | 20          | 7           |                       |                       | -                              | -                              | -                              | 20    | 7     |
| 2008                  | Linköpings FC          | Damallsvenskan        | 14          | 6           | -                     | -                     | -                              | -                              | -                              | 14    | 6     |
| 2008                  | Corinthians            | -                     | -           | -           |                       |                       | -                              | -                              | -                              | 0     | 0     |
| 2009                  | Red Stars de Chicago   | WPS                   | 18          | 7           | -                     | -                     | -                              | -                              | -                              | 18    | 7     |
| 2010                  | Red Stars de Chicago   | WPS                   | 24          | 3           | -                     | -                     | -                              | -                              | -                              | 24    | 3     |
| Sous-total            | Sous-total             | Sous-total            | 42          | 10          | -                     | -                     | -                              | -                              | -                              | 42    | 10    |
| 2009                  | Santos FC              | -                     | -           | -           | 3+                    | 7+                    | CLF                            | 5                              | 15                             | 8     | 22    |
| 2010                  | Santos FC              | -                     | -           | -           |                       |                       | CLF                            | 5+                             | 7                              | 5     | 7     |
| 2011                  | Santos FC              | -                     | -           | -           |                       |                       | CLF                            | 0+                             | 0                              | 0     | 0     |
| Sous-total            | Sous-total             | Sous-total            | -           | -           | 3                     | 7                     | -                              | 10                             | 22                             | 13    | 29    |
| 2011-2012             | WFC Rossiyanka         | Division 1            | 10          | 10          |                       |                       | C1                             | 6                              | 4                              | 16    | 14    |
| 2012                  | São José               | -                     | -           | -           | 0                     | 0                     | CLF                            | 5                              | 7                              | 5     | 7     |
| 2013                  | Centro Olimpico        | Série A1              | 7           | 8           |                       |                       | -                              | -                              | -                              | 7     | 8     |
| 2014                  | Centro Olimpico        | Série A1              | 6           | 7           |                       |                       | CLF                            | 0+                             | 0                              | 6     | 7     |
| Sous-total            | Sous-total             | Sous-total            | 13          | 15          | 0                     | 0                     | -                              | 0                              | 0                              | 13    | 15    |
| 2015-2016             | Paris Saint-Germain    | Division 1            | 18          | 15          | 5                     | 2                     | C1                             | 8                              | 6                              | 31    | 23    |
| 2016-2017             | Paris Saint-Germain    | Division 1            | 18          | 11          | 6                     | 10                    | C1                             | 8                              | 6                              | 32    | 27    |
| Sous-total            | Sous-total             | Sous-total            | 36          | 26          | 11                    | 12                    | -                              | 16                             | 12                             | 63    | 50    |
| 2019                  | São Paulo FC           | Série A1              | 9           | 3           | -                     | -                     | -                              | -                              | -                              | 9     | 3     |
| 2020                  | Santos FC              | Série A1              | 11          | 5           | -                     | -                     | -                              | -                              | -                              | 11    | 5     |
| 2021                  | Santos FC              | Série A1              | 13          | 3           | -                     | -                     | -                              | -                              | -                              | 13    | 3     |
| 2022                  | Santos FC              | Série A1              | 7           | 8           | -                     | -                     | -                              | -                              | -                              | 7     | 8     |
| Sous-total            | Sous-total             | Sous-total            | 31          | 16          | -                     | -                     | -                              | -                              | -                              | 31    | 16    |
| Total sur la carrière | Total sur la carrière  | Total sur la carrière | 205         | 110         | 18                    | 21                    | -                              | 49                             | 49                             | 272   | 180   |

### En sélection
Le tableau suivant dresse les statistiques de Cristiane en équipe du Brésil par année.
| Sélection | Année | Statistiques | Statistiques |
| Sélection | Année | Matchs       | Buts         |
| --------- | ----- | ------------ | ------------ |
| Brésil    | 2003  | 13           | 3            |
| Brésil    | 2004  | 7            | 5            |
| Brésil    | 2005  |              |              |
| Brésil    | 2006  | 7            | 12           |
| Brésil    | 2007  | 14           | 14           |
| Brésil    | 2008  | 7            | 7            |
| Brésil    | 2009  | 6            | 4            |
| Brésil    | 2010  | 9            | 12           |
| Brésil    | 2011  | 9            | 3            |
| Brésil    | 2012  | 10           | 3            |
| Brésil    | 2013  | 5            | 1            |
| Brésil    | 2014  | 17           | 9            |
| Brésil    | 2015  | 14           | 8            |
| Brésil    | 2016  | 10           | 4            |
| Brésil    | 2017  | 3            | 1            |
| Brésil    | 2018  | 7            | 4            |
| Brésil    | 2019  | 6            | 6            |
| Brésil    | 2020  | 3            | 0            |
| Brésil    | 2021  | 3            | 0            |
| Brésil    | 2022  | 0            | 0            |
| Brésil    | 2023  | 2            | 0            |
| Brésil    | 2024  | 4            | 1            |
| Total     | Total | 156          | 97           |

En italique : statistiques non complètes.
15 juin 2024

## Vie privée
Cristiane est ouvertement lesbienne.